# Bahamas
Bahamas (engelsk: The Bahamas), officielt Commonwealth of the Bahamas, er en suveræn stat i Vestindien. Bahamas er en østat bestående af 700 øer (heraf 30 beboede) i Atlanterhavet sydøst for Florida og nord for Cuba.
Bahamas har et areal på 13.880 km² og har 399.440(2023) indbyggere. Hovedstaden hedder Nassau og er beliggende på øen New Providence.
Bahamas blev en selvstændig stat i Commonwealth i 1973.

## Administrativ inddeling
Bahamas er opdelt i 32 distrikter:
| Acklins Island            | Inagua District   |
| Berry Islands             | Long Island       |
| Bimini & Cat Cay          | Mangrove Cay      |
| Black Point               | Mayaguana         |
| Cat Island                | Moore's Island    |
| Central Abaco             | North Abaco       |
| Central Andros            | North Andros      |
| Central Eleuthera         | North Eleuthera   |
| Crooked Island & Long Cay | Ragged Island     |
| East Grand Bahama         | Rum Cay           |
| Exuma District            | San Salvador      |
| Freeport                  | South Abaco       |
| Grand Cay                 | South Andros      |
| Green Turtle Cay          | South Eleuthera   |
| Harbour Island            | Spanish Wells     |
| Hope Town                 | West Grand Bahama |

## Geografi
Bahamas består af omkring 700 øer (heraf 30 beboede) i Atlanterhavet, der strækker sig i en bue fra Florida i nord til Cuba i syd.